# 한국신문윤리위원회
한국신문윤리위원회는 일간신문, 통신으로 하여금 신문 윤리강령 및 신문광고 윤리강령과 그 실천요강을 준수토록 함을 목적으로 1996년 4월 21일 설립된 대한민국 문화체육관광부 소관의 사단법인이다. 사무실은 서울특별시 중구 태평로1가 25 프레스센타 1305호에 있다.

## 주요 사업
- 일간신문통신의 기사 및 광고 심의 결정
- 신문윤리 향상을 위한 연구출판
- 신문윤리관계 각종행사 및 국제 교류